# كلاني (دشتياري)
كلاني (بالفارسية: کلانی) هي منطقة سكنية تقع في دشتياري في إيران. يقدر عدد سكانها بـ 1,482 نسمة .